# Pugilato ai II Giochi olimpici giovanili estivi
Le gare di pugilato ai II Giochi olimpici giovanili estivi sono state disputate al Nanjing International Expo Center di Nanchino dal 23 al 27 agosto 2014. Dopo Londra 2012 il pugilato femminile entrava per la prima volta anche nel programma dei Giochi olimpici giovanili.

## Podi

### Maschili
| Specialità                    | Oro                      | Argento              | Bronzo            |
| Pesi mosca leggeri (46–49 kg) | Rufat Huseynov           | Sulaymon Latipov     | Subaru Murata     |
| Pesi mosca (52 kg)            | Shakur Stevenson         | Lyu Ping             | Muhammad Ali      |
| Pesi gallo (56 kg)            | Javier Ibanez Diaz       | Dushko Mihaylov      | Peter McGrail     |
| Pesi leggeri (60 kg)          | Ablaikhan Zhussupov      | Alain Limonta Boudet | Richard Konnyu    |
| Pesi superleggeri (64 kg)     | Vincenzo Arecchia        | Toshihiro Suzuki     | Adem Avci         |
| Pesi welter (69 kg)           | Bektemir Melikuziev      | Juan Solano          | Vincenzo Lizzi    |
| Pesi medi (75 kg)             | Ramil Gadzhyiev          | Dmitrii Nesterov     | Luka Plantic      |
| Pesi mediomassimi (81 kg)     | Blagoy Naydenov          | Vadim Kazakov        | Narek Manasyan    |
| Pesi massimi (91 kg)          | Yordan Hernandez Morejon | Toni Filipi          | Michael Gallagher |
| Pesi supermassimi (+91 kg)    | Peter Kadiru             | Daramni Rock         | Marat Kerimkhanov |

### Femminili
| Specialità              | Oro              | Argento        | Bronzo           |
| Pesi mosca (48–51 kg)   | Chang Yuan       | Irma Testa     | Neriman Istik    |
| Pesi leggeri (57–60 kg) | Jajaira Gonzalez | Ciara Ginty    | Agnes Alexiusson |
| Pesi medi (69–75 kg)    | Elzbieta Wojcik  | Chen Nien-Chin | Caitlin Parker   |